# Monastyryšče
Monastyryšče (in ucraino Монастирище?) è una città sita nell'oblast di Čerkasy, nell'Ucraina centrale. Fino al 2020 è stata centro amministrativo del distretto omonimo, in seguito soppresso. Ha una popolazione stimata attorno alle 15.100 unità.